# Abrostola brevipennis
Abrostola brevipennis là một loài bướm đêm thuộc họ Noctuidae. Nó được tìm thấy ở Kenya tới Nam Phi.

## Subpspecies
There are two recognised subspecies:
- Abrostola brevipennis brevipennis
- Abrostola brevipennis nairobiensis (Nairobi)